# پرودنسیو ایندوراین
پرودنسیو ایندوراین (اسپانیایی: Prudencio Induráin‎؛ زادهٔ ۹ ژوئن ۱۹۶۸) دوچرخه‌سوار اهل اسپانیا است. وی در مسابقات تور دو فرانس شرکت کرده است.